# Bu Dżalil
Bu Dżalil (ar. بوجليل, fr. Boudjellil) – miasto w północnej Algierii, w prowincji Bidżaja.